# Bäckebo landskommun
Bäckebo landskommun var en kommun i Kalmar län.

## Administrativ historik
Kommunen inrättades som landskommun i Bäckebo socken i Norra Möre härad i Småland när 1862 års kommunalförordningar trädde i kraft. Den uppgick 1952 i Alsterbro landskommun som 1969 uppgick i Nybro stad, från 1971 Nybro kommun.

## Politik

### Mandatfördelning i Bäckebo landskommun 1938-1946
| 9 | 5 | 6 |

| 20 |

| 8 | 4 | 8 |

| 20 |

| 9 | 8 | 3 |

| 20 |